# Siebie zapytasz
Siebie zapytasz – singel polskiej piosenkarki Sanah z jej dwóch albumów Ja na imię niewidzialna mam i Królowa dram. Singel został wydany 17 maja 2019.
Nagranie otrzymało w Polsce status diamentowej płyty, przekraczając liczbę 250 tysięcy sprzedanych kopii.

## Geneza utworu i historia wydania
Utwór napisali i skomponowali Zuzanna Grabowska i Jakub Galiński, który również odpowiada za produkcję utworu.
Singel ukazał się w formacie digital download 17 maja 2019 w Polsce za pośrednictwem wytwórni płytowej Universal Music Polska. Kompozycja została umieszczona na dwóch albumach Sanah – Ja na imię nie widzialna mam i Królowa dram.

## Teledysk
Do utworu powstał teledysk, który udostępniono 19 maja 2019 za pośrednictwem serwisu YouTube.

## Lista utworów
- Digital download[4]

1. „Siebie zapytasz” – 3:48

## Certyfikaty
| Kraj          | Certyfikat       | Sprzedaż |
| ------------- | ---------------- | -------- |
| Polska (ZPAV) | diamentowa płyta | 250 000+ |